# Apreciación de capital
La apreciación de capital es un aumento en el precio o el valor de los activos. puede referirse a la apreciación de la compañía en acciones o bonos que posee un inversor, un aumento en la valoración del suelo, o de otro incremento en la revaluación de los activos fijos.
La apreciación de capital puede producirse de forma pasiva y gradual, sin que el inversor tome cualquier acción. Se distingue de una ganancia de capital, que es el beneficio logrado por la venta de un activo. La apreciación de capital puede o no puede ser mostrado en los estados financieros; si se demuestra, por la revaluación de los activos, el aumento se llama ser "reconocido". Una vez que el activo se vende, la apreciación desde la fecha en que inicialmente se compra los activos se convierten en una ganancia "realizada".
Cuando el término se utiliza en referencia a la valoración de las existencias, la apreciación de capital es el objetivo de un inversor que busca crecimiento a largo plazo. Se trata de un crecimiento en el monto de capital invertido, pero no necesariamente un aumento en el ingreso actual de los activos.
En el contexto de una inversión de fondo mutuo, la apreciación de capital se refiere a un aumento en el valor de los títulos en una cartera que contribuye al crecimiento en el valor neto de los activos. Un fondo de apreciación de capital es un fondo para lo cual es su principal objetivo, y en consecuencia se invierte en acciones de crecimiento.